# Kunio Kitamura
Kunio Kitamura (北村 邦夫 Kitamura Kunio?), född 4 augusti 1968, är en japansk tidigare fotbollsspelare.
I januari 1989 blev han uttagen i Japans herrlandslag i futsal till Världsmästerskapet i futsal 1989.